# Вулиця Захисників України (Львів)
Вулиця Захисників України — вулиця у Шевченківському районі міста Львів. Розташована в історичному центрі міста, між вулицями Шевченка та Городоцькою.

## Історія
Вулиця збудована у 2013 році, а від 2014 року неофіційна назва — вулиця Юрія Бенедиктовича.
5 травня 2021 року, на засіданні сесії Львівської міської ради було прийнято рішення про офіційне найменування вулиці, яка сполучає вулиці Шевченка та Городоцьку, на честь Захисників України.
Львівські стіни прикрашають віршами бійців АТО, а також символічними малюнками. Так, на стіні, що слугує огорожею військового містечка від зупинки громадського транспорту, де в межах проєкту «Вірші з війни» художниками з Бурштина Христиною Колошею та Олександром Сівецьким створений стінопис. Зокрема, на одному з графіті Христини Колоші зображена молода дівчина в українській вишиванці, символізує Україну, маки — символ пам'яті за загиблими на війні. Водночас яскравість кольорів, лелеки, сонце — певний заклик до миру, до віри, що все налагодиться і Україна розквітне. Поряд з малюнком дівчини-України – ще декілька попередньо майстерно виконаних зображень іншими художниками. Всі вони здійснені на волонтерських засадах. Щодо малюнків на Захисників України, то текст «Війна — це варварство, коли нападають на мирного сусіда і священний обов'язок, коли захищають свою країну» виконаний каліграфічно як арт-об'єкт. Прочитати його з першого разу не всім вдається, однак якщо добре придивитися, текст є цілком читабельним і схвалений самими учасниками АТО. Основна тематика останньої виконаної роботи — «Повертайтесь живими додому». Ідея малюнку належала художникам Христині та Олександру. Тепер саме ця вулиця є місцем шанування всіх захисників нашої держави.
Будинки приписані до сусідніх вулиць — Шевченка та Городоцької. Неподалік розташований комплекс колишніх артилерійських казарм імені ерцгерцога Фердинанда та будівля колишнього Католицького дому (нинішній Львівський академічний драматичний театр імені Лесі Українки). 
24 жовтня 2018 року на розі вулиць Городоцької та Захисників України до 100-ліття Листопадового Чину встановлений, а 1 листопада 2018 року відкритий пам'ятник Героям Листопадового чину (скульптор Володимир Цісарик) на пошану січових стрільців, які під час листопадових подій 1918 року утримували колишні артилерійські казарми імені ерцгерцога Фердинанда.